# Jhamir D'Arrigo
Jhamir Adrián D´Arrigo Huanca (Callao, Perú, 15 de noviembre de 1999) es un futbolista peruano. Juega como extremo izquierdo y su equipo actual es el F. B. C. Melgar de la Liga 1 del Perú.

## Trayectoria

### Academia Cantolao
Tras jugar dos temporadas con el equipo de reservas del club, D´Arrigo firmó su primer contrato profesional con el club por dos años el 13 de diciembre de 2019. Bajo el mando de Hernán Lisi, jugó su primer partido oficial en la victoria 2-1 contra Cienciano, en el Estadio Miguel Grau el 2 de febrero de 2020, con veinte años, dos meses y dieciocho días, siendo uno de los canteranos del club en debutar en la Primera División del Perú. Marcó su primer gol oficial ante Sporting Cristal, en la novena jornada del campeonato el 31 de agosto. Su equipo terminaría en el decimosexto puesto de la tabla acumulada, manteniendo la categoría. En su primera temporada participó en trece partidos, siendo titular en cuatro de ellos, finalizando con un gol y una asistencia.
En la siguiente temporada, D´Arrigo estuvo presente en veintidós encuentros de la Liga 1, anotando su único gol en el empate 2-2 ante Universitario de Deportes. Nuevamente su equipo evitó el descenso durante las últimas fechas, culminando el torneo en el decimotercer puesto del acumulado.
En su última temporada en Cantolao participó en veintinueve cotejos, siendo titular en veinticinco de ellos y habiendo sido artífice de cinco goles, incluido un doblete en la victoria 3-2 como locales ante Carlos A. Mannucci.

### F. B. C. Melgar
Habiendo finalizado contrato con Cantolao, se especulaba su llegada a Alianza Lima, sin embargo el día 29 de noviembre de 2022 fue oficializado como nuevo jugador del F. B. C. Melgar por las próximas tres temporadas. Hizo su primera aparición en el segundo partido del año, ingresando en el minuto 61 de partido en la derrota como locales por 0-2 ante Deportivo Municipal. Arrancó como titular por primera vez en la undécima fecha de la Liga 1, en el empate de visitante 1-1 ante Sport Huancayo. Participó en dos goles a lo largo del año, haciéndolos en dos partidos consecutivos, el primero en el empate 2-2 ante Universidad César Vallejo y el segundo en la victoria 5-0 ante Patronato por fase de grupos de la Copa Libertadores. Finalizó el año con treinta y seis partidos jugados, siendo veinte como titular y cuatro por Copa Libertadores. Además, fue convocado por primera vez a la selección de fútbol del Perú, para las fechas 1 y 2 de las clasificatorias para el Mundial 2026.Junto a ello, obtuvo una nueva posición, pues si bien con Pablo Lavallén era extremo, con Mariano Soso pasó a asentarse como carrilero izquierdo.

### Alianza Lima
El día 20 de diciembre de 2023, el Alianza Lima ejecutó su cláusula de salida de Melgar, valorizada en 550 000 dólares estadounidenses, haciéndose oficial su llegada al cuadro blanquiazul al día siguiente. El 4 de febrero de 2024 debutó con una asistencia en la victoria por 0-2 ante el Alianza Atlético en la segunda jornada de la Liga 1. Jhamir no pudo ganarse un puesto en el equipo siendo oficializada su salida el 9 de agosto de 2025. Jugó 43 partidos, marcó 2 goles y dio 4 asistencias.

### F. B. C. Melgar (regreso)
El 9 de agosto de 2025, el F. B. C. Melgar anuncia el regreso de Jhamir, con un contrato de 3 años. El club arequipeño adquirió el 100% de los derechos de traspaso a cambio de 130.000 euros.

## Selección nacional
El 25 de agosto de 2023, sería preseleccionado por primera vez para la selección de fútbol del Perú, dentro de un grupo de veintiocho futbolistas de la Liga 1. Posteriormente, el 1 de septiembre sería confirmado dentro de la lista final para afrontar las fechas 1 y 2 de las clasificatorias para el Mundial 2026, ante las selecciones de Paraguay y Brasil, respectivamente. Sin embargo, no llegó a debutar.

### Participaciones en Clasificatorias
| Clasificatorias                    | Selección | Resultado        | Partidos | Goles |
| ---------------------------------- | --------- | ---------------- | -------- | ----- |
| Clasificatorias Sudamericanas 2026 | Perú      | -- (Por definir) | 0        | 0     |

## Estadísticas

### Clubes
Actualizado al último partido disputado el 24 de julio de 2025.
| Club                     | Div.          | Temporada     | Liga  | Liga  | Liga   | Copas nacionales | Copas nacionales | Copas nacionales | Copas internacionales | Copas internacionales | Copas internacionales | Total | Total | Total  | Media goleadora |
| Club                     | Div.          | Temporada     | Part. | Goles | Asist. | Part.            | Goles            | Asist.           | Part.                 | Goles                 | Asist.                | Part. | Goles | Asist. | Media goleadora |
| ------------------------ | ------------- | ------------- | ----- | ----- | ------ | ---------------- | ---------------- | ---------------- | --------------------- | --------------------- | --------------------- | ----- | ----- | ------ | --------------- |
| Academia Cantolao · Perú | 1.ª           | 2020          | 13    | 1     | 1      | —                | —                | —                | —                     | —                     | —                     | 13    | 1     | 1      | 0.08            |
| Academia Cantolao · Perú | 1.ª           | 2021          | 22    | 1     | 1      | 0                | 0                | 0                | —                     | —                     | —                     | 22    | 1     | 1      | 0.05            |
| Academia Cantolao · Perú | 1.ª           | 2022          | 29    | 5     | 4      | —                | —                | —                | —                     | —                     | —                     | 29    | 5     | 4      | 0.17            |
| Academia Cantolao · Perú | Total club    | Total club    | 64    | 7     | 6      | 0                | 0                | 0                | 0                     | 0                     | 0                     | 64    | 7     | 6      | 0.11            |
| F. B. C. Melgar · Perú   | 1.ª           | 2023          | 32    | 1     | 3      | —                | —                | —                | 4                     | 1                     | 1                     | 36    | 2     | 4      | 0.06            |
| F. B. C. Melgar · Perú   | Total club    | Total club    | 32    | 1     | 3      | 0                | 0                | 0                | 4                     | 1                     | 1                     | 36    | 2     | 4      | 0.06            |
| Alianza Lima · Perú      | 1.ª           | 2024          | 23    | 2     | 2      | —                | —                | —                | 2                     | 0                     | 0                     | 25    | 2     | 2      | 0.08            |
| Alianza Lima · Perú      | 1.ª           | 2025          | 15    | 0     | 2      | —                | —                | —                | 3                     | 0                     | 0                     | 18    | 0     | 2      | 0               |
| Alianza Lima · Perú      | Total club    | Total club    | 38    | 2     | 4      | 0                | 0                | 0                | 5                     | 0                     | 0                     | 43    | 2     | 4      | 0.05            |
| F. B. C. Melgar · Perú   | 1.ª           | 2025          | 0     | 0     | 0      | —                | —                | —                | 0                     | 0                     | 0                     | 0     | 0     | 0      | 0               |
| F. B. C. Melgar · Perú   | Total club    | Total club    | 0     | 0     | 0      | 0                | 0                | 0                | 0                     | 0                     | 0                     | 0     | 0     | 0      | 0               |
| Total carrera            | Total carrera | Total carrera | 134   | 10    | 13     | 0                | 0                | 0                | 9                     | 1                     | 1                     | 143   | 11    | 14     | 0.08            |
| 1. 2. 3.                 |               |               |       |       |        |                  |                  |                  |                       |                       |                       |       |       |        |                 |